# Fatou Mbye (Journalistin)
Fatou B. K. Mbye (* 1980 oder 1981; † 31. Oktober 2009 in Sukuta-Nema) war eine gambische Journalistin. Sie war Sportreporterin und Jugendaktivistin.

## Leben
Mbye, Tochter des Sportlehrers  Bakary Mbye, war landesweit für ihren unermüdlichen Einsatz für die Entwicklung des Sports im Land bekannt. Sie verbrachte einige Zeit beim West Coast Radio als Sportreporterin und arbeitete auch für das Department für Jugend und Sport, bevor sie zum KMC wechselte, wo sie bis zu ihrem vorzeitigen Ableben arbeitete. Ihr Beitrag zur Entwicklung des Sports, insbesondere des Fußballs, wurde als enorm beschrieben. Sie war auch Sportkoordinatorin im Ministerium für Jugend und Sport.
Mbye starb mit 28 Jahren an Nierenversagen. Tausende von Sympathisanten kamen an die Residenz in Sukuta Nema, um der Verstorbenen zusammen die letzte Ehre zu erweisen.

## Auszeichnungen und Ehrungen
- 2009: posthume Auszeichnung der Sports Journalists’ Association of The Gambia (SJAG) für eine Medienkollegin, die ihr gesamtes Leben dem Sport gewidmet hat[4]
- Das Fatou Mbye Memorial Tournament, ein Freundschaftsspiel zwischen dem SJAG und Serrekunda-East Sports Committee, fand 2009 und 2010 statt.[2][5][6][7] Nachdem der Sportjournalist Lamin A. Darboe bei einem Seeunfall verstorben war, gab es 2012 die Namensänderung des Turniers in SJAG memorial tournament.[5]